# Rubén Lezcano
Rubén Darío Lezcano Portillo (Repatriación, 9 febbraio 2004) è un calciatore paraguaiano, centrocampista del Libertad.

## Carriera

### Club
Lezcano è cresciuto nel settore giovanile del Libertad dove ha debuttato il 31 luglio 2022 nell'incontro di División Profesional vinto 4-0 contro il Resistencia. Ha segnato il suo primo gol il 10 giugno 2023 contro lo Sportivo Ameliano.

### Nazionale
Ha giocato nella nazionale paraguaiana Under-23.
Nel 2024 è stato convocato dalla nazionale olimpica paraguaiana per partecipare ai Giochi della XXXIII Olimpiade.

## Statistiche

### Presenze e reti nei club
Statistiche aggiornate al 19 luglio 2024.
| Stagione        | Squadra         | Campionato      | Campionato | Campionato | Coppe nazionali | Coppe nazionali | Coppe nazionali | Coppe continentali | Coppe continentali | Coppe continentali | Altre coppe | Altre coppe | Altre coppe | Totale | Totale | Totale |
| Stagione        | Squadra         | Comp            | Pres       | Reti       | Comp            | Pres            | Reti            | Comp               | Pres               | Reti               | Comp        | Pres        | Reti        | Pres   | Reti   |        |
| --------------- | --------------- | --------------- | ---------- | ---------- | --------------- | --------------- | --------------- | ------------------ | ------------------ | ------------------ | ----------- | ----------- | ----------- | ------ | ------ | ------ |
| 2022            | Libertad        | PD              | 8          | 0          | CP              | 0               | 0               |                    | -                  | -                  |             | -           | -           | 8      | 0      |        |
| 2023            | Libertad        | PD              | 31         | 2          | CP              | 4               | 2               | CL+CS              | 3+0                | 0                  |             | -           | -           | 38     | 4      |        |
| 2024            | Libertad        | PD              | 8          | 5          | CP              | 0               | 0               | CL+CS              | 0+2                | 0                  |             | -           | -           | 10     | 5      |        |
| Totale carriera | Totale carriera | Totale carriera | 47         | 7          |                 | 4               | 2               |                    | 5                  | 0                  |             | -           | -           | 56     | 9      |        |

## Palmarès

### Club

#### Competizioni nazionali
- Campionato paraguaiano: 3

Libertad: 2021 (Apertura), 2023 (Apertura), 2023 (Clausura)
- Copa Paraguay: 1

Libertad: 2023